# Silvia Casalino
Silvia Casalino  (nascida em 1971) é uma engenheira espacial, realizadora de cinema e ativista feminista lésbica de origem italiana.

## Biografia

### Carreira como engenheira espacial
Silvia Casalino formou-se em engenharia espacial pelo Politécnico de Milão e no Instituto Superior de Aeronáutica e Espaço (especializado em sistemas de transmissão para satélites de órbita baixa). Ela trabalhou desde 2001 no Centro Nacional de Estudos Espaciais em Paris,, como chefe de pilotagem automática na fase balística, depois como gerente de projeto do lançador Vega.

### DocumentárioNo Gravity
Além da profissão de engenheira espacial, Silvia Casalino é realizadora de documentários e DJ. Ela é mais conhecida por seu documentário de estreia  No Gravity,,,,,,,, produzido pela ZDF e lançado em 2011. Trata-se de uma pesquisa documental realizada entre 2009 e 2011 que adota a metodologia de Donna Haraway no Manifesto Ciborgue.
O tema do filme é influenciado por um sonho de infância, o de se tornar astronauta. Sonho do qual ela teve que desistir porque foi rejeitada quando se candidatou à Agência Espacial Europeia, supostamente por causa de seu gênero. Este acontecimento significativo deu início a um questionamento pessoal sobre o lugar das mulheres nos voos espaciais , o que levou à filmagem do filme. Neste documentário, Silvia Casalino conta a vida de mulheres que conseguiram se tornar astronautas. Ela disse sobre isso : « O filme não precisava ser focado em vítimas, mas sim fazer com que cada situação negativa fosse transformada de forma construtiva. “ Este trabalho pode então ser visto como uma crítica à sociedade  .
J’ai toujours voulu explorer des endroits inaccessibles et dangereux. Enfant, je rêvais d’aller dans l’espace. J’ai souvent entendu dire que c’était un métier d’hommes, qu’il ne fallait pas rêver. J’ai refusé ce déterminisme, je suis devenue ingénieur en aéronautique, j’ai construit des fusées, j’ai postulé pour être spationaute, j’ai commencé à m’entraîner et j’ai été refusée. Passée la première colère, j’ai cherché à comprendre pourquoi. Mon interrogation sur la place des femmes dans la conquête spatiale, a ouvert une réflexion plus globale sur les limites de la notion de "genre" et ses représentations.

### Ativismo feminista
Silvia Casalino é uma forte defensora de causas feministas e LGBT .
Ela é copresidente da Conferência Europeia Lésbica (EL*C), que foi realizada em Viena de 5 a 8 de outubro de 2017, e depois em Kiev de 12 a 14 de abril de 2019,,. Ela também faz parte da equipa de futebol Les Dégommeuses.
Ela também escreve artigos, por exemplo, para as revistas Ravages, Vacarme e GLU magazine.

### Privacidade
Silvia Casalino está em relação com Alice Coffin, jornalista, ativista lésbica e membro eleita do Conselho de Paris.

## Filmografia
- No Gravity , produzido em 2011